# 直井瑞季
直井 瑞季（なおいみずき、1998年11月20日 - ）は日本の舞台女優。
エイベックス･AY･ファクトリー所属。

## 人物
- 身長155cm
- 栃木県出身
- 洗足学園音楽大学 ミュージカルコース 卒業

## 舞台
- ｢サウンド・オブ・ミュージック｣ - ルイーザ 役
- ｢転校生｣  - 大西由美 役
- ｢SummerMusicalShowCase vol.12｣ Beauty&Beast - ベル 役,他
- ｢見よ、飛行機の高く飛べるを」 - 北川操 役
- ｢SummerMusicalShowCase vol.13｣ Waitressより  - ジェナ 役,他
- 3rd class year「ユーリンタウン」 - キャシー 役、その他
- 時代劇ミュージカル 新撰組 ｢狂宴哀歌｣  - 岩田コウ 役(準ヒロイン)
- ｢ミナカミ｣  - サヤカ 役
- ｢光と海と｣  - 茶々 役(準ヒロイン)
- 生演奏ミュージカル｢信長の野望ｰ炎舞ｰ｣  - 信長幼少期 吉法師 役
- ｢百花繚乱ｰBreak a legｰ｣  - タキザワ 役
- ｢Three Kingdoms -蜀国篇-｣  - 龐統 役
- ｢天使は瞳を閉じて｣  - 天使,テンコ 役
- ｢The Great Gatsby｣  - アンダー
- ｢25Magic｣  - 齋藤朱音 役
- ｢minmoぶ〜みんなモブとの狭間〜｣ - 町野麻亜里 役
- ｢生まれたその日は青空だった｣ - 智佳子 役
- 「25Magic」- 牧野有希 役

## TV,ドラマ
- TBS ｢CDTV｣ 山崎育三郎･新妻聖子 - バックコーラス
- ｢THOUGHTOGRAPHY-ソートグラフィー-｣ - 町田芽衣子 役
- ｢Umbrella｣  - 峯田峰子 役(1話主演)
- ヒロシの心霊キャンプ 第4話「闇に笑う男」（2024年10月17日、BS日テレ）

## バラエティー
- アイガク 2021&デッドリー永遠フェス

## LIVE､イベント
- Dance Entertainment Party WORLD WIDE
- 同級生3人 
  - 冬の音楽会
  - 春の音楽会